# Bakásana

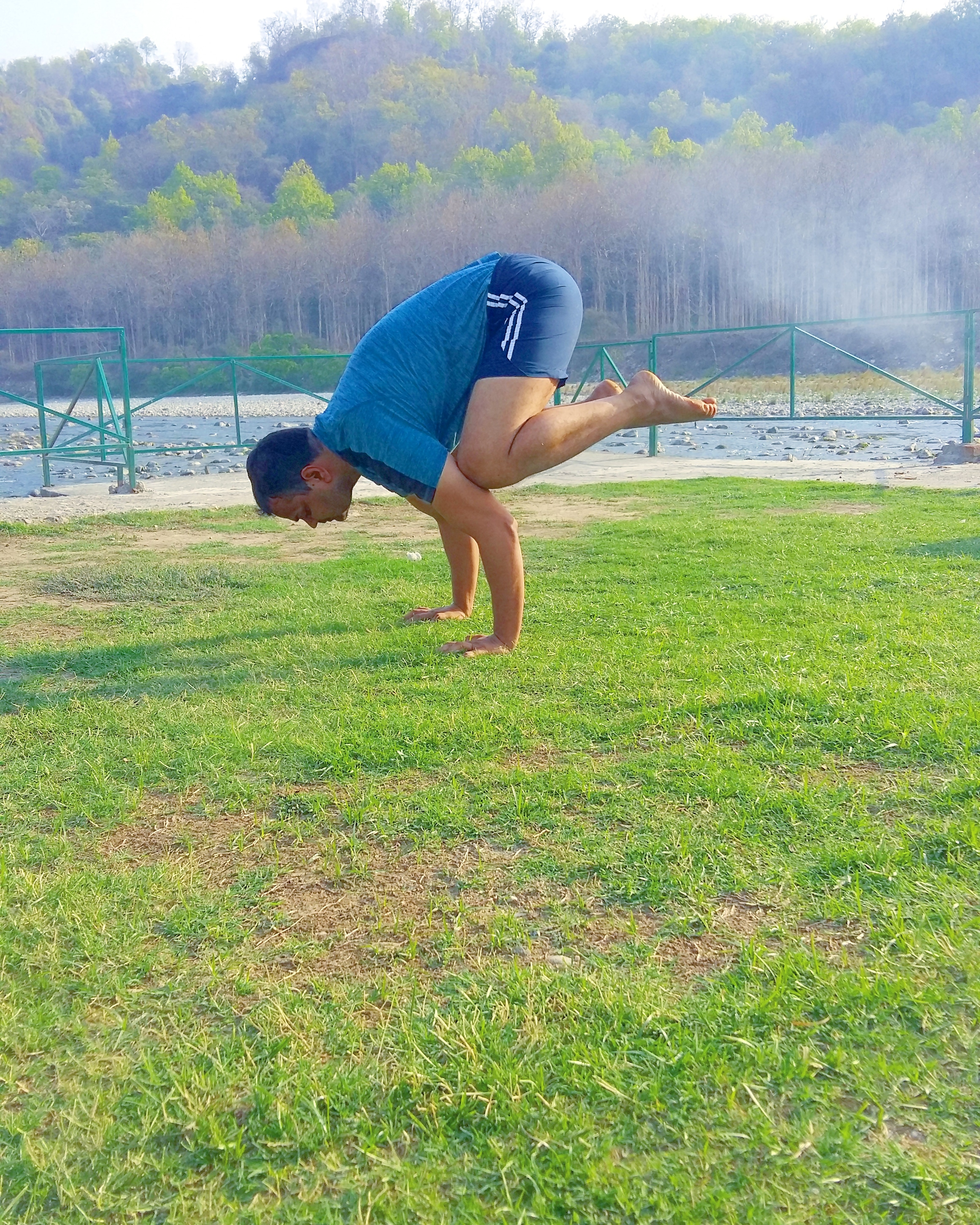
Vrána (Bakásana), cvičí Sadhak Anshit

Bakásana (बकासन) neboli Jeřáb je ásanou na rovnováhu na rukou, která se často zaměňuje s  Kakásanou ( काकासन, Vrána). Ve všech modifikacích jsou ruce na podlaze, holeně na nadloktích a chodidla míří nahoru.

## Variace
Asymetrické varianty zahrnují:

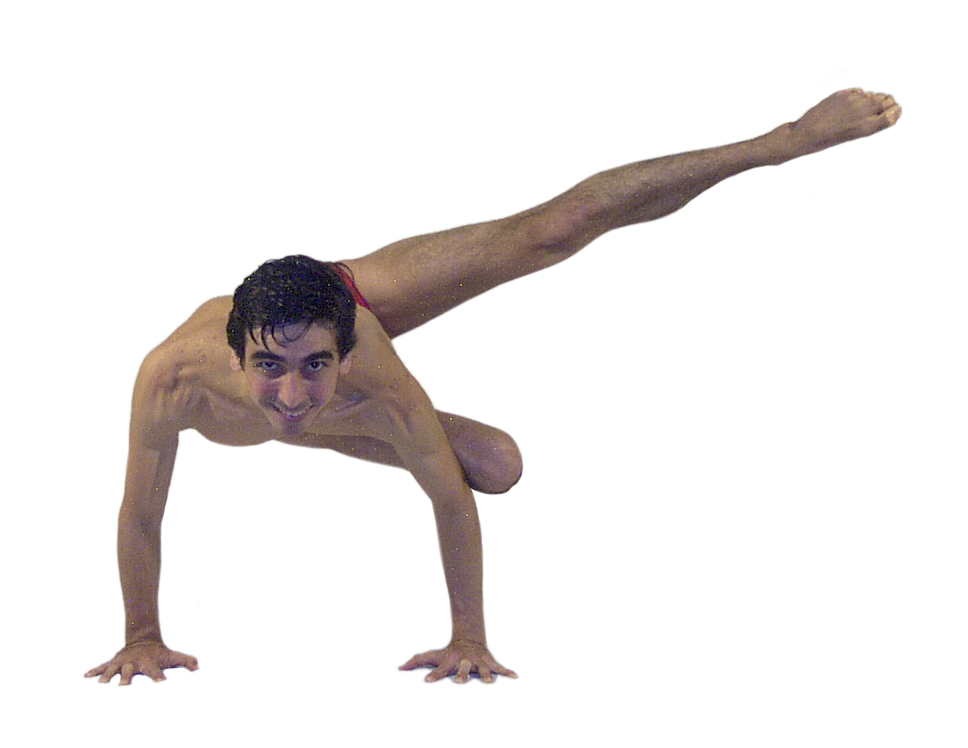
Eka Pada Koundijásana I

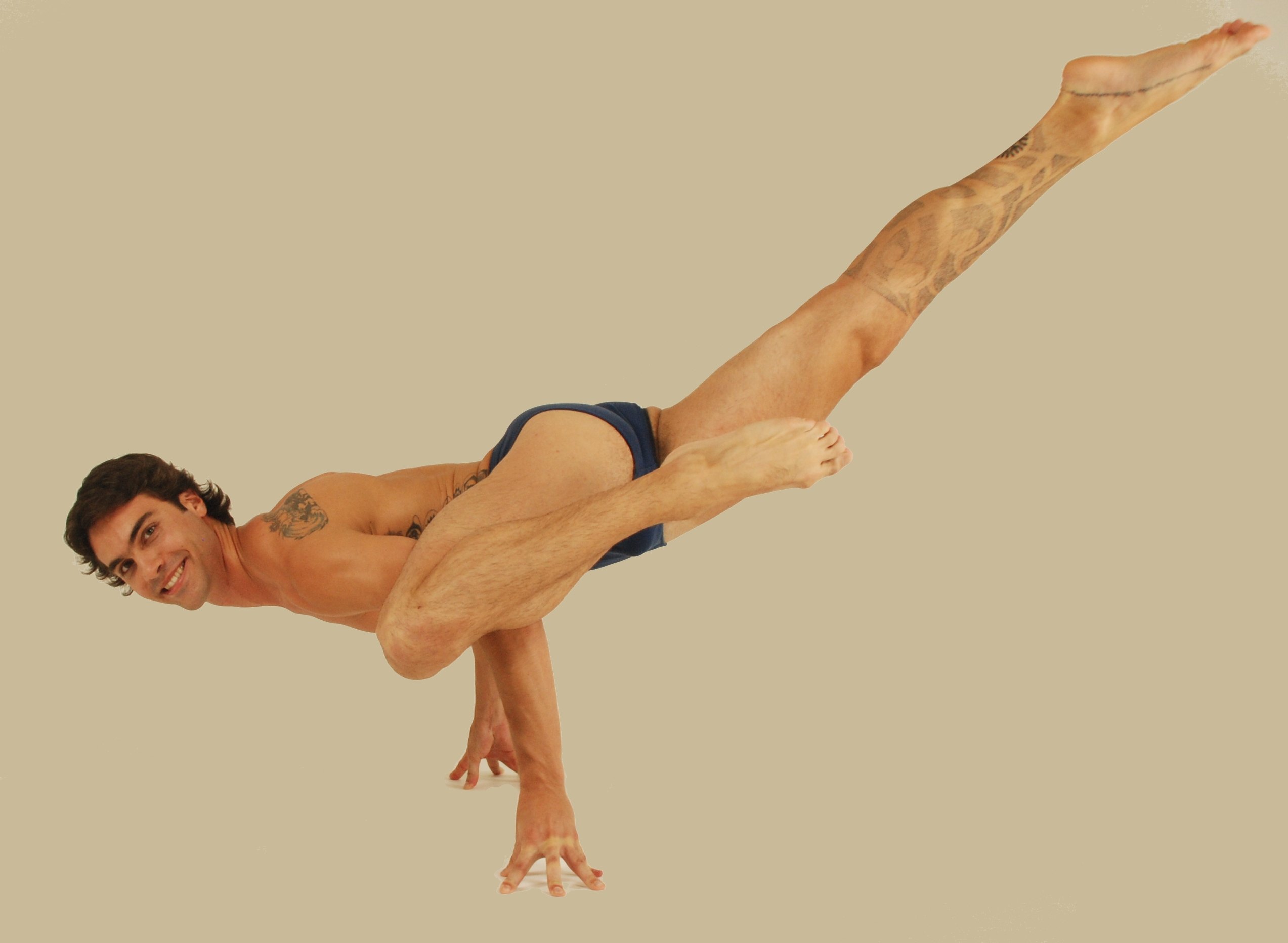
Eka Pada Kakásana

- Eka Pada Bakásana/Kakásana , ve které jedna noha zůstává v Bakásana, zatímco druhá se vztahuje přímo zpět.
- Eka Pada Koundiyanásana I , ve které jedna noha zůstává v Bakásana, zatímco druhá se táhne šikmo dozadu a do strany.
- Eka Pada Koundiyanásana II  / Ardha Titibásana , ve které jedna noha je umístěna jako v Bakasana a druhá se rozšiřuje šikmo vpřed jako v Titibásana

## Navazující ásany
Po Jeřábu často následuje Chaturanga Dandásana (čtyřnohá berle), nebo Salamba Sirsásana II (Podepřená hlava II). Někteří praktici vstupují do pozice  přes Adho Mukha Svanásana. Související balanční pozice  zahrnují Astavakrásanu a Titibásana .

## Galerie

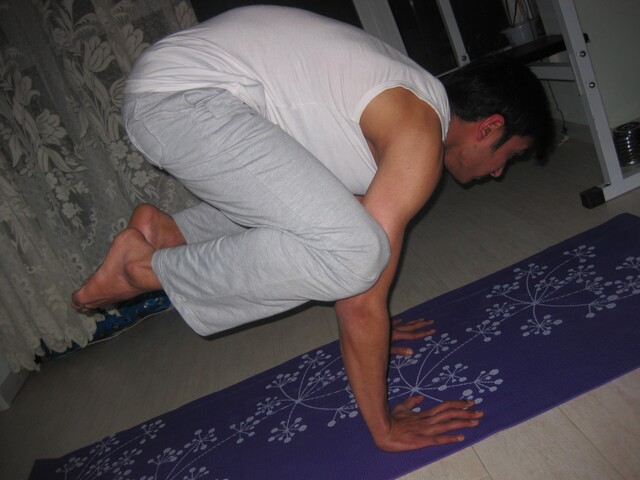
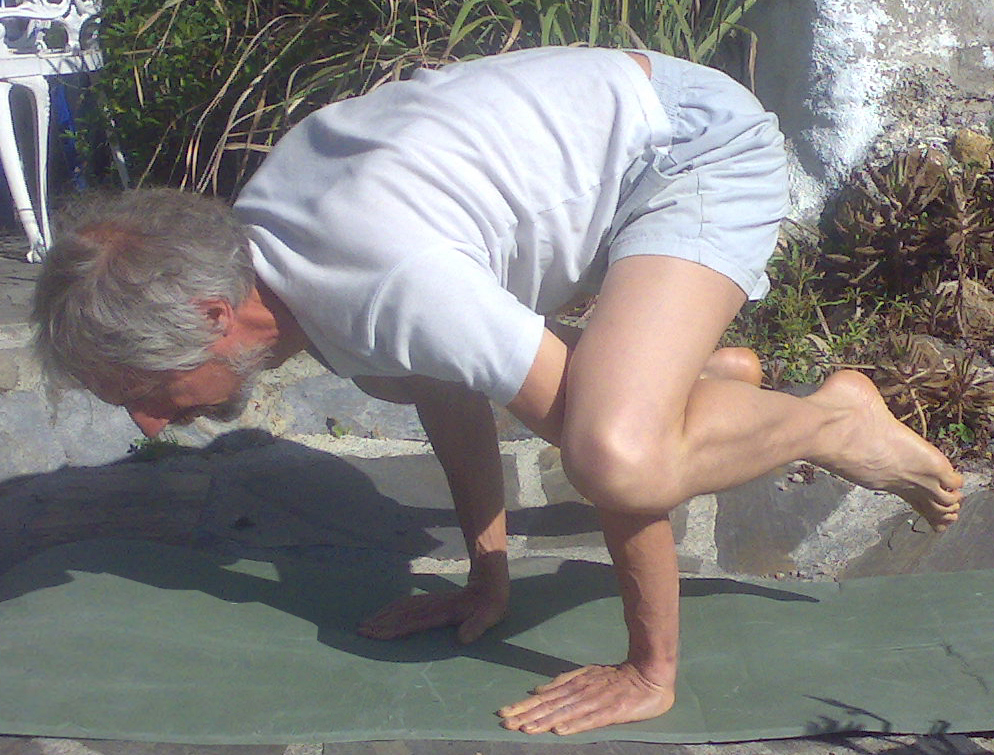
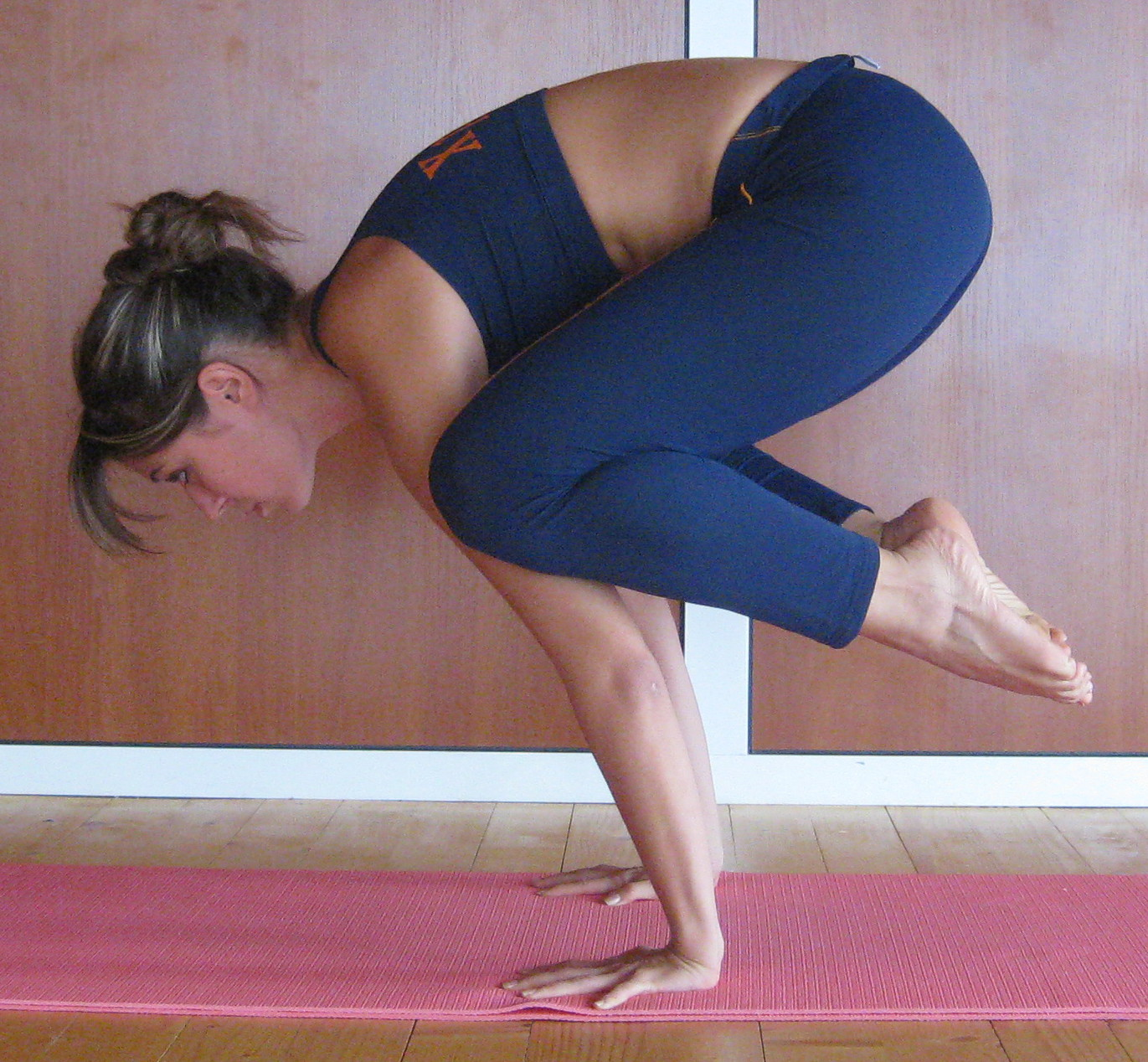